# International VLBI Service
Der International VLBI Service für Geodäsie und Astrometrie, abgekürzt IVS, ist ein wissenschaftlicher Datendienst der Geodäsie und Astrometrie zur koordinierten Nutzung der Very Long Baseline Interferometry (VLBI). Er wurde 1999 gegründet und stellt vor allem Quellen- und Messdaten geeigneter extragalaktischer Radioquellen (Quasare) bereit. Weitere Aufgaben sind u. a. die Organisation internationaler Messkampagnen bzw. Sessions zur hochpräzisen Ortung von Radioteleskopen und Fundamentalstationen, Prüfung und Vergleiche verschiedener VLBI-Software und die Erarbeitung von Empfehlungen für günstige Beobachtungs- und Auswertemethoden.
Die Organisation ist in die Internationale Union für Geodäsie und Geophysik eingebunden sowie in die Internationale Astronomische Union und Internationale Organisation der wissenschaftlichen Geodäsie. Sie ist ähnlich dem GPS-Datendienst International GNSS Service aufgebaut und unterhält permanente Datenbanken und regelmäßige Konferenzen. Intensiv an der Kooperation beteiligt sind einige Dutzend Institutionen. Derzeitiger Vorsitzender ist Axel Nothnagel (TU Wien).